# Сенцов, Олег Геннадьевич
Оле́г Генна́дьевич Сенцо́в (укр. Олег Геннадійович Сенцов, род. 13 июля 1976, Симферополь) — украинский кинорежиссёр, сценарист и писатель.
Весной 2014 года после аннексии Крыма был задержан российскими правоохранительными органами в Крыму по подозрению в терроризме. В августе 2015 года приговорён к 20 годам колонии строгого режима по обвинению в организации диверсионной группы «Правого сектора» и проведении террористических актов на территории Крыма. Сенцов не признал себя виновным в инкриминируемых ему преступлениях, заявил о применявшихся к нему пытках и назвал дело политическим и сфабрикованным. Ряд международных правозащитных и кинематографических организаций выступил в его поддержку. В мае 2018 года Сенцов объявил бессрочную голодовку; это вызвало бурный отклик в СМИ и социальных сетях. В октябре того же года Сенцов прекратил голодовку, а 7 сентября 2019 года он был освобождён в рамках обмена удерживаемыми лицами между Россией и Украиной и вернулся в Украину.
В 2022 году состоялась премьера фильма Сенцова «Носорог». После начала полномасштабного российского вторжения вступил в ВСУ и принял участие в боевых действиях.

## Биография
Олег Сенцов родился 13 июля 1976 года в Симферополе (Крымская область Украинской ССР). С 1993 по 1998 годы он учился в Крымском филиале Киевского государственного экономического университета (г. Симферополь, ул. Субхи). Был совладельцем компьютерного клуба в одном из спальных районов Симферополя.
В 2011 году на собственные деньги Сенцов снял свой первый фильм «Гамер» — о геймере, который занимает второе место на чемпионате мира. Бюджет картины составил 20 000 долларов США. Все роли актёры исполняли бесплатно. Премьера состоялась в кинотеатре «Космос», единственном в Симферополе, где демонстрировалось альтернативное кино, и собрала полный зал зрителей. После выпуска фильма Олег закрыл свой компьютерный клуб.
Фильм был представлен на Роттердамском кинофестивале (2012). Он был награждён премией Гильдии киноведов и кинокритиков России на фестивале «Дух огня» в Ханты-Мансийске. На 3-м Одесском международном кинофестивале картина Сенцова была удостоена специального диплома жюри. В мае 2012 года «Гамер» получил приз в 1000 долларов США на 3-м международном кинофестивале в Трускавце.
В июле 2013 года Сенцов приступил к съёмкам нового фильма «Носорог» про детей 1990-х годов. Бюджет фильма составил 1 000 000 долларов США, 43 % из них было выделено правительством Украины.
Во время Евромайдана Олег Сенцов являлся активистом Автомайдана. Во время аннексии Крыма Россией поддерживал движение «за единую Украину», покупал и развозил продукты и предметы первой необходимости по находившимся в Крыму украинским воинским частям, которые были заблокированы.

## Уголовное дело

### Арест
10 мая 2014 года Сенцов был задержан Федеральной службой безопасности Российской Федерации по подозрению в терроризме. Его адвокатом стал Дмитрий Динзе из правозащитной организации «Агора». Через некоторое время Сенцова перевезли в Москву, в следственный изолятор в Лефортово.
30 мая 2014 года ФСБ сообщила о задержании Сенцова и ещё троих подозреваемых; по утверждениям ФСБ, все они были членами «Правого сектора». В «Правом секторе» опровергли информацию о том, что Сенцов является членом их организации. В ходе дальнейшего процесса защита предоставила суду заверенную справку за подписью лидера «Правого сектора» Дмитрия Яроша, согласно которой фигуранты дела никогда не состояли в его организации. Участниками этой группы, предположительно действовавшей по указанию украинского «Правого сектора», следствие называло Алексея Чирния, Геннадия Афанасьева, Александра Кольченко, Никиту Боркина, Илью Зуйкова, Энвера Асанова и Степана Цириля. Чирний и Афанасьев к июлю 2015 года были уже осуждены, а Боркин, Зуйков, Асанов и Цириль — объявлены в розыск.
По версии ФСБ, основной целью подозреваемых было совершение диверсионно-террористических актов в Симферополе, Севастополе и Ялте; в частности, им инкриминировали осуществление взрывов самодельных взрывных устройств у «Мемориала Вечного огня» и памятника Ленину в Симферополе в ночь с 8 на 9 мая 2014 года, а также поджогов офисов общественной организации «Русская община Крыма» и представительства партии «Единая Россия» в Симферополе 14 и 18 апреля 2014 года.
К задержанному Олегу Сенцову не допускался украинский консул, поскольку в соответствии с законом «О гражданстве РФ» граждане РФ, имеющие также иное гражданство, рассматриваются Россией только как граждане Российской Федерации. Гражданство России было автоматически предоставлено всем жителям Крыма, не написавшим заявление об отказе.
Второй адвокат Сенцова, Грозев, подал против России иск в Европейский суд по правам человека по поводу незаконного задержания и пыток, применявшихся, по его утверждению, в отношении Сенцова.

### Суд

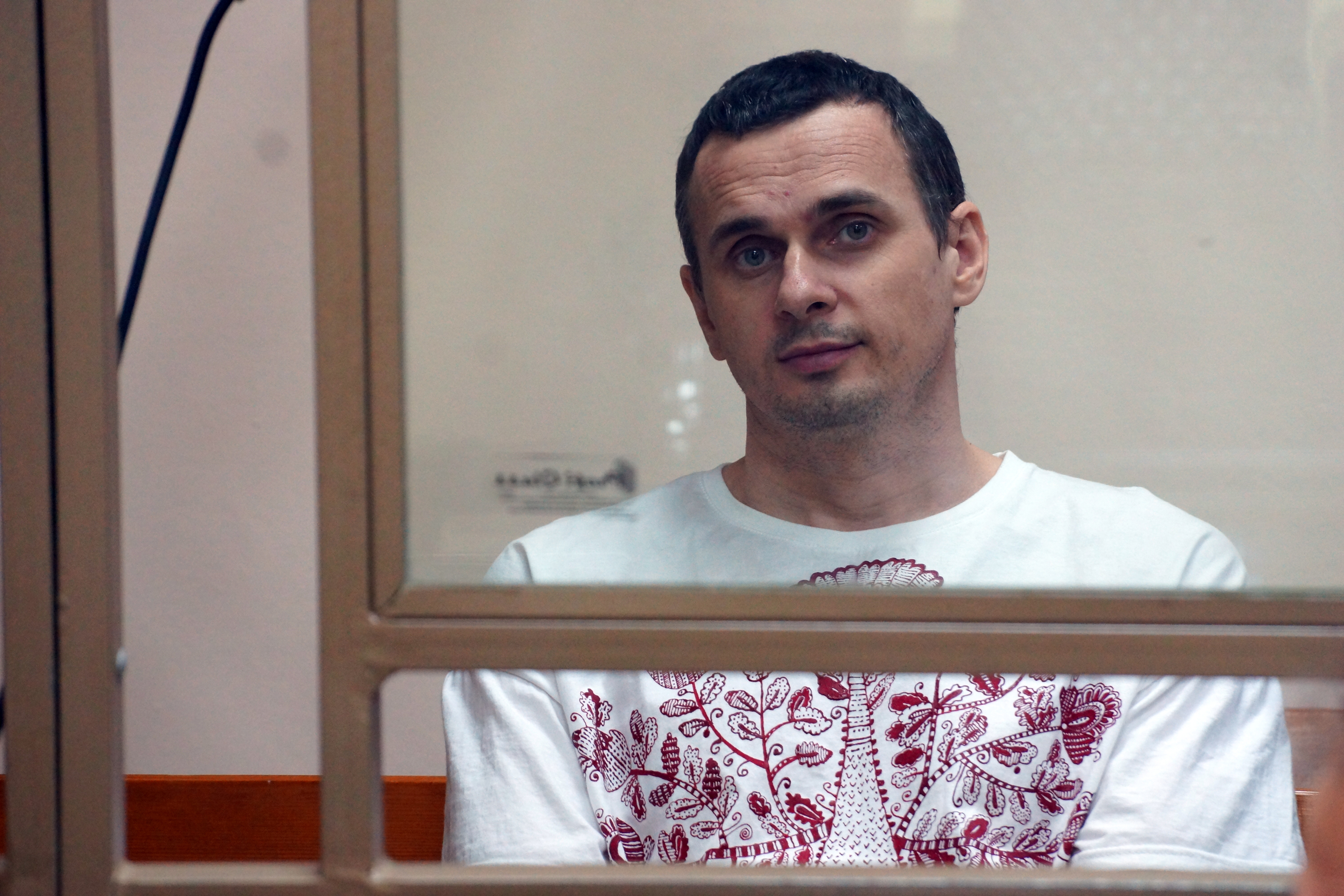
Сенцов в Северо-Кавказском окружном военном суде, 2015 год

21 июля 2015 года Северо-Кавказский окружной военный суд в Ростове-на-Дону перешёл к судебному следствию по делу Сенцова и активиста Александра Кольченко. К этому моменту Афанасьев и Чирний согласились сотрудничать со следствием и уже получили по семь лет тюрьмы; бывший адвокат Чирния Илья Новиков был уверен, что его подзащитный оговорил себя ради сделки со следствием.
Согласно тексту обвинения, Сенцов и другие члены «террористического сообщества» готовились к совершению взрывов самодельных устройств в ночь на 9 мая 2014 года у мемориала «Вечного огня» и памятника Ленину в Симферополе, а также подожгли офисов общественной организации «Русская община Крыма» и представительства партии «Единая Россия» в Симферополе 14 и 18 апреля 2014 года с целью устрашения населения для воздействия на принятие решений органами власти.
Олегу Сенцову были предъявлены обвинения в создании террористического сообщества (часть 1 статьи 205.4 УК), совершении двух террористических актов (пункт «а» части 2 статьи 205 УК), приготовлении к совершению двух террористических актов (часть 1 статьи 30 и пункт «а» части 2 статьи 205 УК), а также в двух эпизодах незаконного оборота оружия и взрывчатых веществ (часть 3 статьи 222 УК). Минимальное наказание по статье «Создание террористического сообщества» — 15 лет заключения, максимальное — пожизненно. В ходе прений гособвинитель Ткаченко потребовал приговорить Сенцова к 23 годам лишения свободы в колонии строгого режима, Александра Кольченко — к 12 годам.
Обвинения, предъявленные Сенцову и Кольченко, в первую очередь были основаны на показаниях Геннадия Афанасьева и Алексея Чирния, которые сразу после ареста стали сотрудничать со следствием. Материалы следствия, проводившегося ФСБ, были недоступны для посторонних, с адвокатов была взята подписка о неразглашении. По словам Дмитрия Динзе, других доказательств причастности режиссёра к «террористическому сообществу» в деле нет: ни прослушек, ни материалов оперативно-розыскных мероприятий.
Международное историко-просветительское, правозащитное и благотворительное общество «Мемориал» подчёркивает, что «следствие игнорирует содержание разговоров Чирния и Пирогова, из которых следует, что Чирний к началу подготовки взрыва решил разорвать отношения с людьми, с которыми осуществлял поджоги». Кольченко подчеркивает, что никаких призывов к подрывам от Сенцова не слышал и что никогда не говорили с Сенцовым о поджогах офисов ПР или «Русской общины Крыма». 12 июля 2018 года Никита Боркин, один из фигурантов «Дела Сенцова», объявленный ФСБ в розыск, предоставил подробное интервью Громадському радио, в котором подтвердил, что Сенцов не отдавал в их группе никаких приказов о поджогах и не имел к ним отношение, а также выступал за ненасильственное сопротивление.
Сенцов не признал себя виновным в инкриминируемых ему преступлениях и назвал дело политическим и сфабрикованным. В ходе суда он сообщил о попытках во время допросов выбить интересующие следствие показания; ради этого его избивали руками, ногами, дубинкой, душили пакетом и угрожали изнасиловать. О применяемых в ходе следствия пытках также сообщил второй обвиняемый, левый активист Александр Кольченко.
Выступавший как свидетель обвинения Геннадий Афанасьев в ходе допроса заявил, что данные им на стадии следствия показания были даны под принуждением.
Кроме показаний Чирния и Афанасьева, дело строилось на показаниях других свидетелей, данных оперативных мероприятий. В частности, следствие утверждает, что Сенцов звонил с телефона Афанасьева Чирнию и торопил того с изготовлением взрывного устройства. На пистолете, изъятом у одного из задержанных, был обнаружен биологический материал Сенцова (по словам Сенцова, биологический материал появился после того, как его били этим пистолетом).
25 августа 2015 года Северо-Кавказский окружной военный суд приговорил Сенцова к 20 годам лишения свободы с отбыванием в колонии строгого режима, Александру Кольченко было назначено 10 лет колонии строгого режима. 24 ноября 2015 года Верховный суд России оставил эти приговоры без изменения.
Олег Сенцов подал иск о защите чести и достоинства к ФСБ РФ и ряду российских СМИ в связи с тем, что телеканалы назвали его террористом ещё до решения суда, основываясь только на пресс-релизе спецслужб. Ответчиками по иску были заявлены ФСБ, «News Media», «Первый канал», «Телекомпания НТВ», телекомпания «Звезда», BFM.ru, ВГТРК.
В феврале 2016 года Марк Фейгин сообщил об этапировании Олега Сенцова в Якутию.
23 марта 2016 года российский омбудсмен Элла Памфилова в своём докладе за 2015 год записала, что в результате предпринятых по жалобам Сенцова и Кольченко действий «было признано их украинское гражданство».
7 октября 2016 года министерство юстиции России отказало в выдаче Олега Сенцова Украине, утверждая, что в соответствии с законом о аннексии Крыма Россией Сенцов стал гражданином РФ. 6 февраля 2017 года Россия повторно отказалась выдать Сенцова и Александра Кольченко.

### Заключение
В феврале 2016 года Сенцов был этапирован в Якутию для отбывания наказания. В сентябре 2017 года его перевели в ИК-18 УФСИН России по ЯНАО в посёлке Харп (Ямало-Ненецкий автономный округ), но уже в октябре 2017 года этапировали в исправительную колонию № 8 «Белый медведь» в городе Лабытнанги (ЯНАО). Некоторые наблюдатели отмечали, что частое этапирование может быть разновидностью пыток; к тому же «Белый медведь» пользуется плохой репутацией как место, где узников могут избивать и подвергать издевательствам. Впрочем, уполномоченный по правам человека в Ямало-Ненецком автономном округе опроверг информацию о нарушениях прав заключённых в этой колонии.
14 мая 2018 года, находясь в колонии «Белый медведь», Олег Сенцов объявил бессрочную голодовку, требуя освобождения 64 украинских политзаключённых, находящихся в заключении в России; при этом он не требовал собственного освобождения. 16 мая о голодовке сообщил СМИ адвокат Дмитрий Динзе. До этого Сенцов готовился к проведению голодовки около полутора месяцев, отказавшись от продуктовых передач и употребляя минимальное количество еды. После объявления голодовки он был переведён в изолированную камеру, где состояние его здоровья контролировал медик. Позже Сенцова перевели в медсанчасть, где ему была предоставлена отдельная палата. С 6 октября 2018 года Сенцов согласился на приём пищи в связи с критическим состоянием здоровья, начавшимися патологическими изменениями во внутренних органах, а также планами ФСИН по применению принудительного питания. Позже на Украине был опубликован текст его завещания, составленного незадолго до этих событий.
7 сентября 2019 года Сенцов был освобождён в рамках обмена удерживаемыми лицами между Россией и Украиной и вернулся на Украину.

### Общественная и международная реакция на уголовное дело и голодовку
15 мая 2014 года Министерство иностранных дел Украины выразило возмущение задержанием Сенцова и потребовало освободить его. С резкой критикой приговора выступили не только европейские политики и правозащитники, но и деятели культуры, в том числе директор Европейской киноакадемии Марион Дёринг (нем. Marion Döring), Немецкая кинематографическая академия и др. 19 мая российский КиноСоюз обратился к ФСБ с требованием освободить Олега Сенцова, с подобными требованиями выступил Национальный союз кинематографистов Украины, Конфедерация союзов кинематографистов стран СНГ и Балтии, Европейская киноакадемия. Во время 67-го Каннского международного кинофестиваля стенды кинорынка были увешаны портретами Сенцова.
Некоторые российские кинематографисты выступили с обращением в поддержку Сенцова. Александр Сокуров, в частности, отметил, что Сенцов — «режиссёр с обострённой социальной чувствительностью» — не мог не откликнуться на драматические события в своей стране, а «кинематограф во всем мире демонстрирует правоту позиции и поведения режиссёров и художественных деятелей, которые активно участвуют в противоречивой современной жизни».
«Международная амнистия» назвала арест Сенцова незаконным. 23 мая в Киеве, Одессе и Львове состоялись акции протеста у посольства и консульств России с требованиями освободить Александра Кольченко, Олега Сенцова и других задержанных активистов.
10 июня 2014 года кинорежиссёры Педро Альмодовар, Вим Вендерс, Агнешка Холланд, Майк Ли, Кшиштоф Занусси, Анджей Вайда, Кен Лоуч, Бела Тарр, Аки Каурисмяки и другие призвали президента России Владимира Путина и ряд высших должностных лиц гарантировать Сенцову безопасность, обнародовать его местонахождение, предъявить ему чёткие обвинения или освободить, а также провести прозрачное расследование его задержания.
28 июня 2014 года во время церемонии закрытия Московского международного кинофестиваля глава Национального союза кинематографистов Украины Сергей Тримбач обратился к Владимиру Путину с просьбой содействовать освобождению Олега Сенцова; к обращению присоединился президент фестиваля Никита Михалков.
С 3 по 9 сентября 2014 года в Киеве было запланировано проведение недели украинского кино в поддержку Олега Сенцова, в рамках которого было показано восемь украинских фильмов-участников международных кинофестивалей последних лет: «Гамер», «Молитва о гетмане Мазепе», «Поводырь», «Истальгия», «Иван Сила», «Трубач», «Параджанов», «Хайтарма», а также альманах короткометражной документалистики «Вавилон 13».
15 сентября 2014 года, будучи в заключении, Олег Сенцов был приглашён стать почётным членом жюри 62-го международного кинофестиваля в Сан-Себастьяне. Пустое кресло символизировало место в жюри для Сенцова и на Венецианском кинофестивале 2014 года.
9 октября 2014 года миссия Управления Верховного комиссара ООН по правам человека на Украине обнародовала доклад, в котором отметила, «что Сенцов, по его собственным словам, подвергался пыткам».
На Каннском кинофестивале 2015 года проводилась программа «Двухнедельник режиссёров», в рамках которой продолжалась десятидневная акция солидарности с украинским режиссёром Олегом Сенцовым, организованная Гильдией французских кинематографистов и Европейской киноакадемией. Перед каждым из более чем пятидесяти сеансов демонстрировалась фотография украинского режиссёра с надписью «Свободу Олегу Сенцову».
3 августа 2015 года правозащитная организация Мемориал признала Олега Сенцова политическим заключённым.
19 августа 2015 года Европейская киноакадемия отправила письмо Владимиру Путину и руководителям силовых ведомств России, в котором потребовала немедленно освободить Олега Сенцова. Послание подписали режиссёры Анджей Вайда, Вим Вендерс, Кшиштоф Занусси, Аки Каурисмяки, Майк Ли. К призыву освободить Олега Сенцова присоединились Сараевский кинофестиваль и польский актёр Даниэль Ольбрыхский.
В защиту Сенцова выступили российские режиссёры, в числе которых Александр Сокуров, Владимир Котт, Владимир Мирзоев, Алексей Герман-младший, Павел Бардин, Алексей Федорченко, Аскольд Куров, Андрей Звягинцев.
26 августа 2015 года министр иностранных дел Европейского союза Федерика Могерини назвала приговор Сенцову противоречащим международному праву и «базовым стандартам правосудия», поскольку «российские суды не имеют права судить за действия, совершённые за пределами международно-признанных границ России». По мнению западных СМИ, в данном случае речь идёт о попранных гражданских правах и откровенно надуманных обвинениях, ставших возможными благодаря тому, что Сенцов был насильно вывезен с территории Украины и оказался вне международного правового поля, поскольку российская сторона попросту игнорирует нормы цивилизованного мира.
В декабре 2015 года российское отделение Amnesty International провело кампанию с призывом отменить приговоры Олегу Сенцову, Александру Кольченко и Геннадию Афанасьеву.
16 ноября 2016 года в рамках акции «Voice Project» с требованием освободить Олега Сенцова выступил актёр Джонни Депп.
Внимание к делу Сенцова выросло в мае 2018 года, когда стало известно об объявленной им голодовке. Pussy Riot опубликовали открытое письмо в газете Le Monde, в котором призвали президента Франции Эммануэля Макрона потребовать от Владимира Путина освобождения режиссёра. 1-3 июня 2018 года в 78 городах мира прошли акции в поддержку Сенцова. 1 июня 2018 года открытое письмо Путину с требованием немедленного освобождения Сенцова направили члены Американского ПЕН-центра, среди его подписантов — Иэн Макьюэн, Герта Мюллер, Салман Рушди, Патти Смит, Джонатан Франзен, Маргарет Этвуд. 4 июня 2018 года ОБСЕ направила письмо главе МИД Лаврову с призывом освободить Сенцова.
26 июня 2018 года генеральный секретарь Совета Европы Ягланд подал президенту России официальную просьбу о помиловании Сенцова. СЕ обосновал возможность подачи такой просьбы Европейской конвенцией по правам человека. Прошение о помиловании направила и мать Сенцова, но этот документ не был принят к рассмотрению: согласно президентскому указу, такие прошения должен писать сам осуждённый.
15 августа 2018 года эксперты ООН призвали российские власти немедленно и без всяких условий освободить Олега Сенцова, выражая серьёзную обеспокоенность его физическим и моральным состоянием. 21 августа 2018 года Государственный департамент США потребовал освобождения Сенцова и других украинских политзаключённых.
28 августа 2018 года экс-президент Польши нобелевский лауреат Лех Валенса заявил о выдвижении Олега Сенцова на получение Нобелевской премии мира.

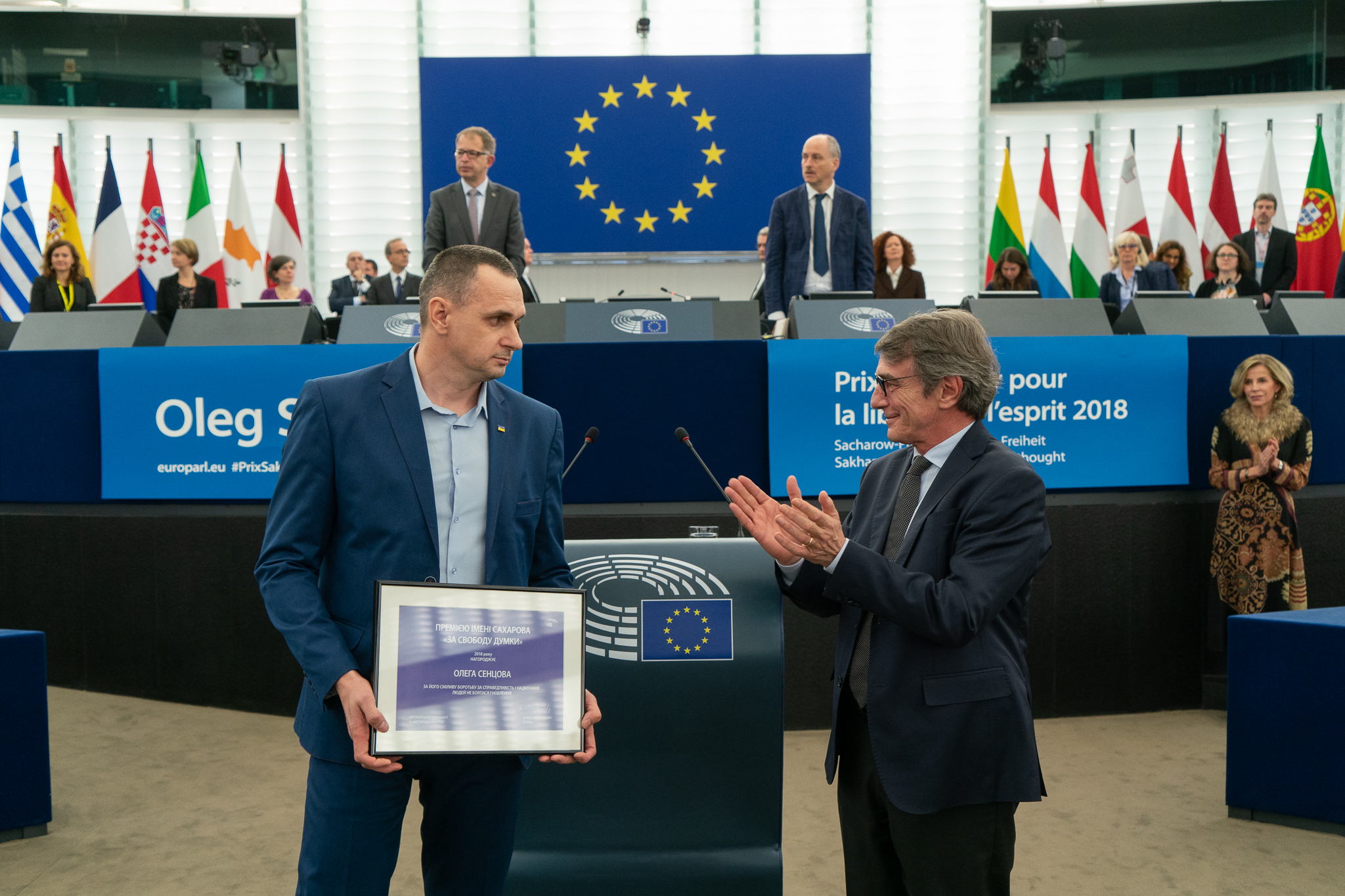
Олег Сенцов награжденный премией имени Сахарова в Европарламенте, 26 ноября 2019 года

13 сентября 2018 года Европейская народная партия (ЕНП), являющаяся крупнейшей фракцией Европарламента, выдвинула Олега Сенцова на премию имени Сахарова (об этом сообщалось в твиттере ЕНП).
7 октября 2018 года Европейская служба внешних связей заявила, что рассматривает заключение Сенцова и отказ предоставить ему надлежащее лечение как нарушение Россией международного права.
25 октября 2018 года Олег Сенцов был удостоен премии имени Сахарова. 12 декабря премия была вручена двоюродной сестре Сенцова Наталье Каплан. При вручении премии председатель Европарламента Антонио Таяни заявил, что Сенцов мирно выражал протест против «аннексии Крыма Россией», решительно выступая за демократию и верховенство права. За это он был осуждён в России по политическим причинам, подчеркнул Таяни.
Резолюция Генеральной Ассамблеи ООН «Положение в области прав человека в Автономной Республике
Крым и городе Севастополе, Украина» от 22 декабря 2018 года выразила 

«глубокое беспокойство сообщениями о том, что с 2014 года власть России использует пытки для получения поддельных сведений о политически мотивированных преследованиях, включая дело украинского режиссёра Олега Сенцова, дальнейшими задержаниями и арестами Россией украинских граждан, включая Владимира Балуха и Эмира-Усеина Куку».

На «Громадянском телевидении» Украины в конце мая 2018 года вышел документальный фильм «Этапом через пол-Земли», авторы которого проделали вслед за Сенцовым путь, по которому его этапировали в России.

## После освобождения

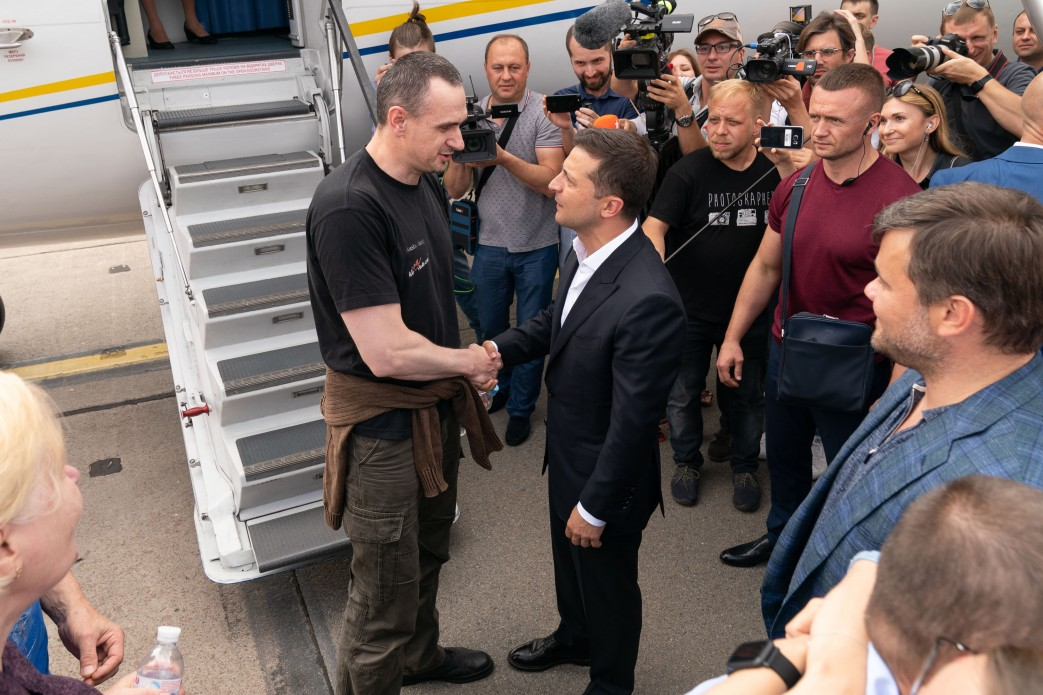
Владимир Зеленский и Олег Сенцов в аэропорту «Борисполь»

В день освобождения Сенцов и другие освобождённые граждане Украины прибыли в аэропорт «Борисполь», где их встречали журналисты, родственники, президент Владимир Зеленский, глава Службы безопасности страны Иван Баканов и глава украинского МВД Арсен Аваков.
14 октября 2019 года принял участие в протестных акциях в Киеве, в частности требуя освобождения военнослужащего Национальной гвардии Украины Виталия Маркива, осужденного в Италии на 24 года за содействие умышленному убийству итальянского фотожурналиста Андреа Роккелли. 3 ноября 2020 года итальянский апелляционный суд в Милане признал Вооружённые силы Украины виновными в убийстве журналистов, но оправдал украинского военного Маркива в убийстве Роккелли.
21 октября 2019 года выступая с речью после получения премии Ukrainian ID Awards в Киеве заявил, что время, когда он «везде катается, всем интересен» продлится недолго, и надо «делать это» более профессионально. «И поэтому я сегодня принял решение о создании общественной организации, в которой я буду заниматься достаточно широким спектром общественной работы, правозащитной и культурной». Сенцов допустил, что для функционирования этой организации может быть создан фонд, который может быть будет назван именем Сенцова.
17 февраля 2022 года состоялась премьера кинокартины «Носорог» — первого фильма Сенцова после освобождения из российского заключения.

### Российское вторжение в Украину
Во время вторжения России в Украину в 2022 году Сенцов вступил в ряды территориальной обороны Киева, входящей в состав Вооруженных сил Украины, и призвал международное киносообщество бойкотировать российское кино.
21 декабря 2022 года Сенцов сообщил о гибели Геннадия Афанасьева на фронте.
После территориальной обороны Киева Сенцов вступил в 47-й отдельной механизированной бригады ВСУ «Магура». Получил несколько ранений в ходе боевых действий. В ноябре 2023 года Сенцов опубликовал видео окопного боя под Авдеевкой, снятого на камеру GoPro одним из бойцов его отряда.

## Творчество

### Фильмы
| 2011 | Гамер                                                | зелёная ✓ | зелёная ✓ | зелёная ✓ |           |       | художественный (драма)               |  |
| 2017 | Процесс: Российское государство против Олега Сенцова |           |           |           | зелёная ✓ | камео | документальный                       |  |
| 2021 | Носорог                                              | зелёная ✓ | зелёная ✓ |           |           |       | художественный (драма, криминальный) |  |

### Проза
- «Купите книгу — она смешная» (2016) ISBN 978-966-03-7433-1
- Рассказы (К.: Laurus, 2015).

### Драматургия
- «Номера» — пьеса, которую Сенцов передал в письмах из тюремного заключения в Лефортово продюсеру Наталье Йозеф. Первый показ сценической читки состоялся в «Театре.doc» в ноябре 2014 года, через несколько недель её повторили в Сахаровском центре. В 2015 году читка состоялась в киевском театре «ДАХ» (режиссёр Анастасия Патлай)[111][112].

## Семья
Мать — Людмила Георгиевна Сенцова (род. в 1944).
Отец — Геннадий Андреевич Сенцов (род. в 1939).
Жена — Алла, в 2016 году развелась и уехала в Киев.
Двое детей: дочь Алина (род. в 2002) и сын Владислав (род. в 2004), у которого диагностирован аутизм. Живут в Крыму и воспитываются матерью Сенцова и его сестрой Галиной, бывшей замужем за полковником ФСБ (до 2014 года — СБУ), который дал следствию показания на Олега и называет его «бывшим братом… жены» и «бывшим сыном тёщи».
Двоюродная сестра — Наталья Каплан, журналистка, единственная из семьи, занимающаяся активной общественной деятельностью по поддержке Сенцова.
Вторая жена — Вероника Вельч; у пары двое детей — Демьян и Лев.
Есть внебрачная дочь Эмма (2020 г. р.) от журналистки, фотографа Юлии Бабич.

## Награды
- Лауреат Национальной премии Украины имени Тараса Шевченко 2016 года за художественные фильмы «Гамер» и «Носорог»[125].
- Орден «За мужество» I степени (Украина, 24 сентября 2015)[126].
- Орден «За мужество» III степени (Украина, 23 августа 2014)[127].
- Специальная премия жюри Чешского кинематографического и телевизионного союза FITNESS (Чехия, 17 января 2016).
- Премия американского ПЕН-клуба имени Барбары Голдсмит «Свобода писать» (США, 26 апреля 2017).
- Почётный гражданин Парижа[128] (Франция, 24 сентября 2018).
- Награда польского МИД «Pro Dignitate Humana» (Польша, 23 октября 2018[129]).
- Премия имени Сахарова «За свободу мысли» (25 октября 2018)[94][95][96].
- Премия имени Сергея Магнитского (15 ноября 2018)[130][131] — получена лично 14 ноября 2019.
- Кавалер ордена Почётного легиона (14 июля 2023, Франция)[132]